# Kill Uncle
| 전문가 평가          | 전문가 평가 |
| 평가 점수            | 평가 점수   |
| 출처                 | 점수        |
| -------------------- | ----------- |
| AllMusic             | [ 1 ]       |
| Blender              | [ 2 ]       |
| Chicago Tribune      | [ 3 ]       |
| Entertainment Weekly | A−          |
| Los Angeles Times    | [ 5 ]       |
| NME                  | 8/10        |
| Pitchfork            | 6.0/10      |
| Q                    | [ 8 ]       |
| Rolling Stone        | [ 9 ]       |
| The Village Voice    | B+          |

《Kill Uncle》은 1991년 3월 4일 EMI 레코드와 HMV 레코드에 의해 발매된 영국의 얼터너티브 록 가수 모리세이의 두 번째 솔로 스튜디오 음반이다. 제목은 컬러 블랙 코미디 영화 《Let's Kill Uncle》 (1966년)에서 따왔다.

## 녹음
《Kill Uncle》은 음반 제작자 스티븐 스트리트와 결별했지만 미래의 장기적인 기타리스트 앨런 와이트와 보즈 부러와 아직 함께 일하지 않은 모리세이의 과도기에 녹음되었다. 이 음반은 클라이브 랭거와 앨런 윈스턴리가 프로듀싱했으며 대부분의 음악은 페어그라운드 어트랙션의 마크 E. 네빈이 작곡했다.

## 발매
《Kill Uncle》은 1991년 3월 4일 음반사 EMI와 HMV에 의해 발매되었다.
음반의 리드 싱글이자 오프닝 트랙인 〈Our Frank〉는 영국 싱글 차트 26위, 미국 모던 록 트랙 차트 2위에 올랐다. 〈Sing Your Life〉는 싱글로도 발매되어 영국 33위, 미국 모던 록 트랙 차트 10위에 올랐다.
2013년 2월 5일, 모리세이는 1989년 싱글 〈The Last of the Famous International Playboys〉의 리마스터 버전과 함께 음반 재발행을 발표했다. 이는 팔로폰의 모리세이 재발행 캠페인의 일환이었다. 이 음반의 버전에는 3개의 트랙이 추가로 포함되어 있으며 게이트폴드 CD 및 헤비급 게이트폴드 LP로 사용할 수 있다. 픽처 디스크 싱글 및 음반에는 새로운 커버 아트가 포함되어 있다. 보도 자료에는 "음반은 일부 더 미묘한, 실험적인 품질 및 뉘앙스, 특히 모리세이가 처음으로 탐구한 더 특이한 음악 스타일 중 일부를 강조하는 활성화된 품질을 가지고 있다"고 언급했다.

## 곡 목록
모든 곡들은 특별한 언급이 없는 한 모리세이와 마크 E. 네빈에 의해 작사/작곡하였다.
| #   | 제목                                              | 작사·작곡     | 재생 시간 |
| --- | ------------------------------------------------- | ------------- | --------- |
| 1.  | 〈Our Frank〉                                     |               | 3:25      |
| 2.  | 〈Asian Rut〉                                     |               | 3:22      |
| 3.  | 〈Sing Your Life〉                                |               | 3:27      |
| 4.  | 〈Mute Witness〉                                  | 클라이브 랭거 | 3:32      |
| 5.  | 〈King Leer〉                                     |               | 2:55      |
| 6.  | 〈Found Found Found〉                             | 랭거          | 1:59      |
| 7.  | 〈Driving Your Girlfriend Home〉                  |               | 3:23      |
| 8.  | 〈The Harsh Truth of the Camera Eye〉             |               | 5:34      |
| 9.  | 〈(I'm) The End of the Family Line〉              |               | 3:30      |
| 10. | 〈There's a Place in Hell for Me and My Friends〉 |               | 1:52      |

## 인증
| 국가                       | 인증 | 판매량/출하량 |
| -------------------------- | ---- | ------------- |
| 영국 (BPI)                 | 실버 | 60,000^       |
| ^출하량을 기반으로 한 인증 |      |               |